# Aphodius plagiatus
Aphodius plagiatus là một loài bọ cánh cứng trong họ Scarabaeidae. Loài này được Linnaeus miêu tả khoa học năm 1758. Chúng thường được tìm thấy ở châu Âu, châu Á và cả ở Bắc Phi.